# Physaraia bituberculata
Physaraia bituberculata är en stekelart som först beskrevs av Szepligeti 1914.  Physaraia bituberculata ingår i släktet Physaraia och familjen bracksteklar. Inga underarter finns listade i Catalogue of Life.